# Pădurea care dansează
Pădurea care dansează (în rusă Танцующий лес) este o pădure de pin situată pe cordonul litoral al Curlandei din regiunea Kaliningrad (Rusia), remarcabilă pentru copacii săi răsuciți în mod neobișnuit. Spre deosebire de „pădurile bețive”, copacii din „pădurea care dansează” sunt răsucite în mai multe moduri, sub formă de inele, inimi și spirale convolute îndoite spre pământ. Nu se cunoaște cauza exactă a fenomenului. În versiunea populară, „pădurea care dansează” urmează mișcarea nisipurilor. Conform unei teorii, denaturarea este cauzată de activitatea omizilor Rhyacionia buoliana. Astfel, omizile afectează lăstarii de pin, mâncând mugurii apicali (de creștere) și - într-o măsură mai mică - mugurii laterali. Odată ce mugurii apicali sunt distruși, are loc o creștere suplimentară numai în baza mugurilor laterali. În consecință, trunchiul arborelui capătă o formă neobișnuită. Omizile atacă în mare parte puieții de pin cu vârste cuprinse între 5-20 ani, crescând pe soluri sărace în nutrienți, în lipsa apei subterane, astfel de condiții fiind disponibile pe cordonul litoral al Curlandei. 

## Istoric
Copacii au fost plantați în anii 1960. Înainte de cel de-al Doilea Război Mondial, locul găzduia o școală germană nazistă. 

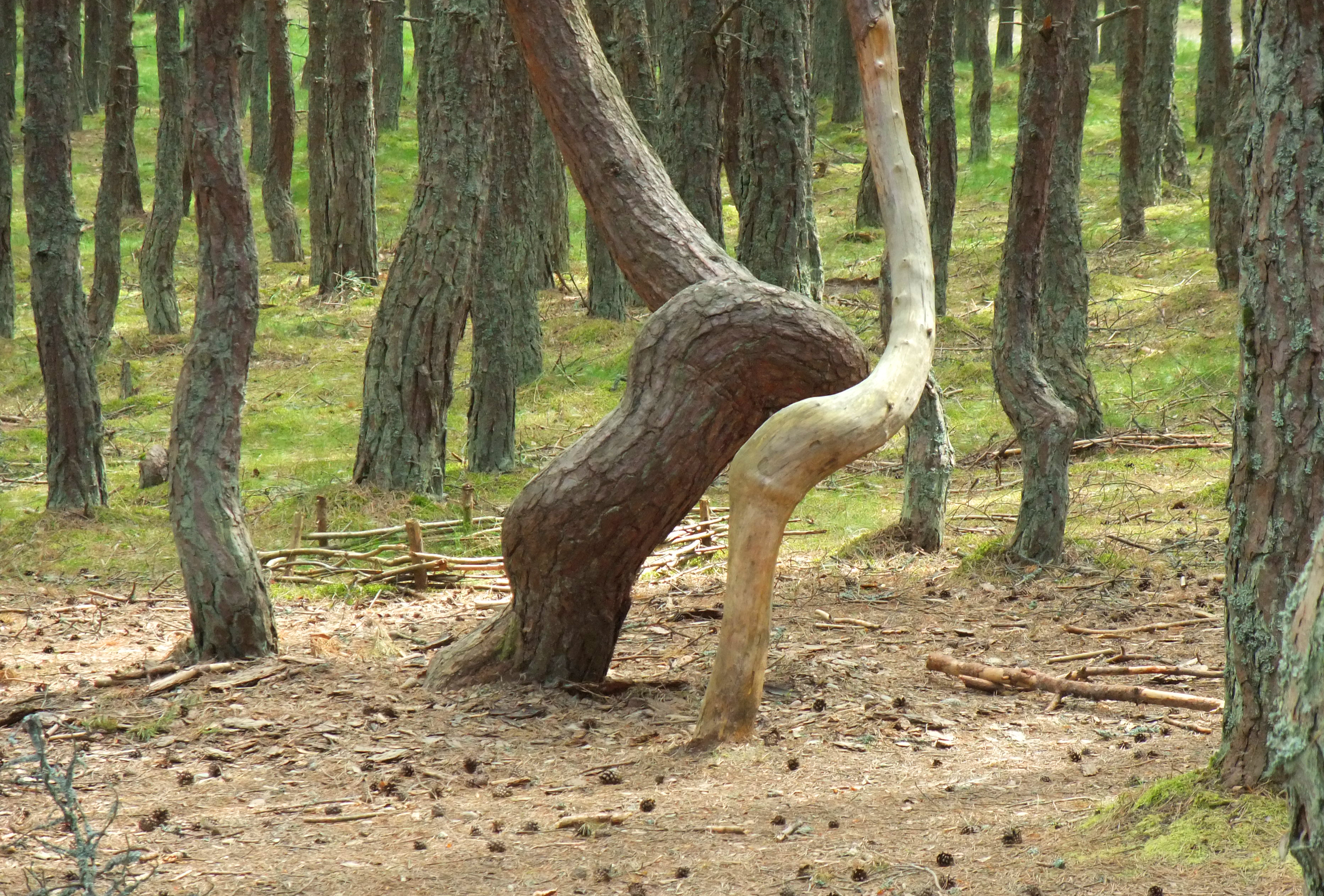
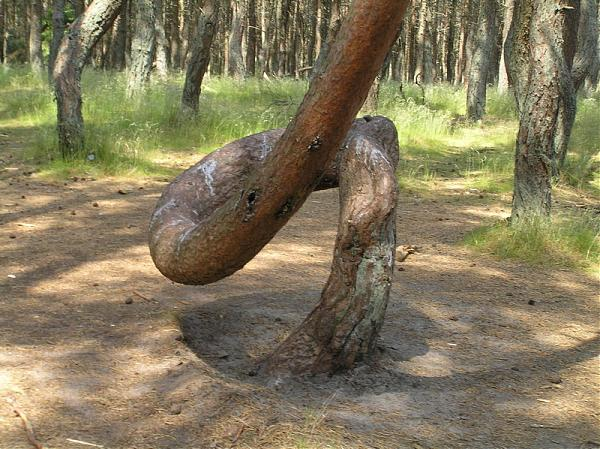
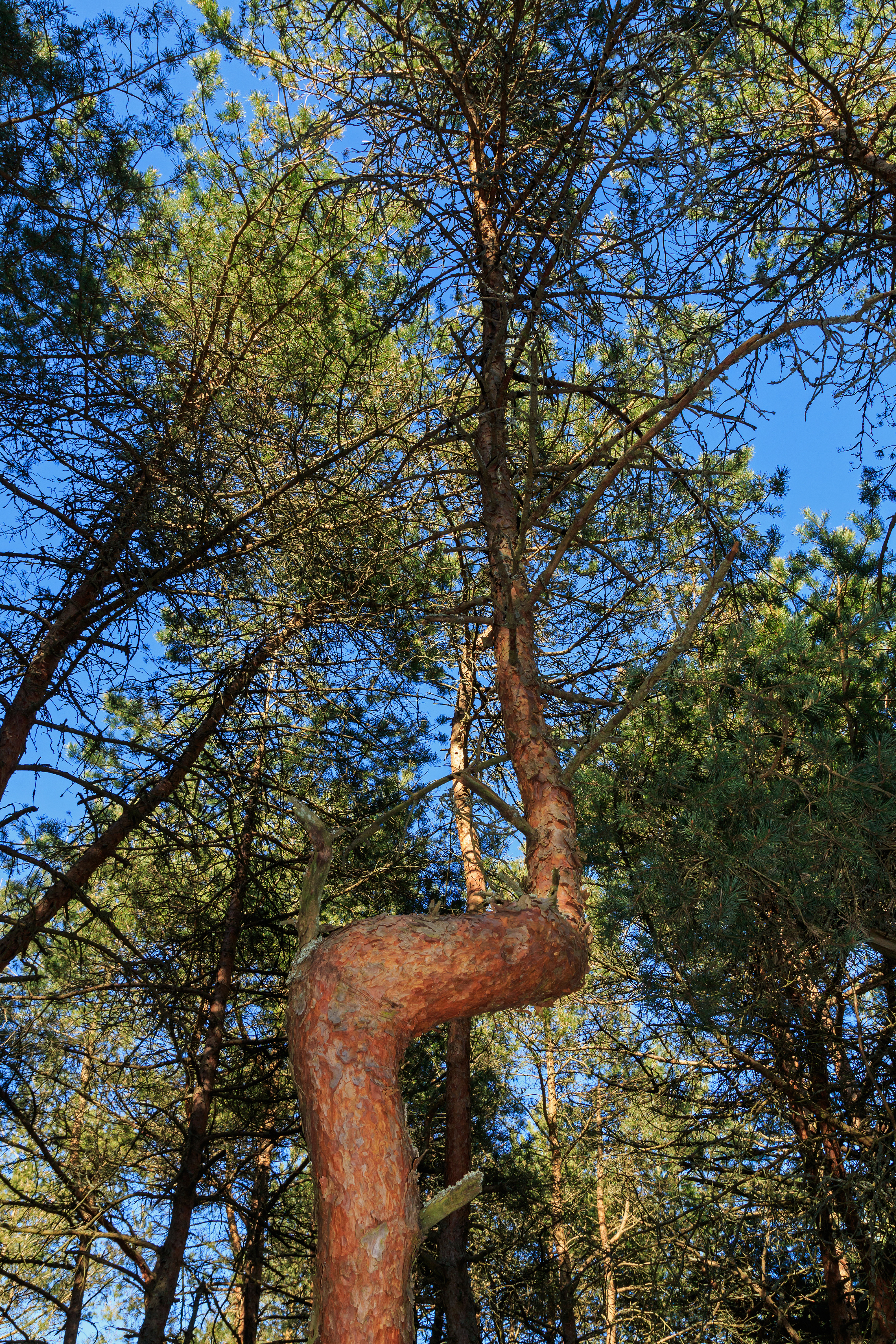